# Chronogaster daoi
Chronogaster daoi är en rundmaskart som beskrevs av Loof 1964. Chronogaster daoi ingår i släktet Chronogaster och familjen Leptolaimidae. Inga underarter finns listade i Catalogue of Life.